# ニッポンサイ
ニッポンサイ（日本犀）は、中期更新世（チバニアン）の日本列島に生息していた化石種のサイであり、ステップサイ（Stephanorhinus hemitoechus）などと近縁である。1967年に記載された時点ではスマトラサイに近縁だと考えられたために「Dicerorhinus nipponicus」という学名が与えられたが、2016年の再評価によって後期更新世まで生存していたユーラシア大陸産のメルクサイ (Stephanorhinus kirchbergensis) と同一種であるとされた。
日本列島での生息年代は確認されている限りではチバニアンのみであるが、栃木県から発掘されていて本種も含まれる可能性がある「葛生動物群」にはトウヨウゾウとナウマンゾウの両種が含まれており、葛生産のサイの化石の年代分布には不明な点が見られるため、今後の発見次第ではメルクサイ（ニッポンサイ）自体も後期更新世の日本列島に分布していた可能性があるともされている。また、日本列島にメルクサイ以外のステファノリヌス属やケブカサイが分布していた可能性も否定できない。
以下はメルクサイの情報と併せて解説する。

## 呼称
北九州市門司区の松ヶ江村付近にある松ケ枝洞窟から産出した「松ケ枝動物群」の一角であり、別名に徳永重康による「マツガエサイ」がある。徳永は記載文なしにこの命名を行っており、当時は「Rhinoceros shindoi」として報告している。種小名の「shindoi」は九州帝国大学（現九州大学）の医学部の教授であり、1920年に昭和天皇（当時は皇太子）に本種について解説を行った進藤篤一への献名である。また、この学名に因んで「シンドウサイ」という呼称も見られる。この他にも「シナサイ」と呼ばれることもある。
なお、春成秀爾はメルクサイに対して「ステファンサイ」という表記を使用している。

## 分類
1966年に日本の山口県で化石が見つかり、鹿間時夫らによってサイの新種とされた。以前は日本列島の固有種でスマトラサイと近縁であると見なされ、伝統的に日本列島産の化石種のサイはスマトラサイ属（Dicerorhinus）と見なされてきたことからも、本種とくに山口県美祢市の標本が「D. nipponicus」として記載されていた。
しかし、後年の研究によりヨーロッパから東アジアまで広く分布していたメルクサイのシノニムとされるようになったが、メルクサイ（旧 Rhinoceros mercki）との比較自体は1961年の時点で行われており、この時はニッポンサイはインドサイ属（Rhinoceros sp.）と仮定されていた。メルクサイとステップサイとケブカサイは、現生種ではスマトラサイと最も近縁だと見なされている。
中期更新世（チバニアン）が後期更新世に移行する頃に、S. hundsheimensis のヨーロッパの個体群、または近縁種がメルクサイとステップサイの祖先になったと考えられている。メルクサイがヨーロッパに出現したのが比較的に遅かったことと、ステップサイが最初に確認されたのはメルクサイのヨーロッパへの出現から少し後の時代の地中海沿岸であったこともあり、この両種の分類と厳密な関連性は長年に渡って混乱と議論を引き起こしてきた。
以下のダイアグラムは Liu（2021）と Pandolfi（2023）に準拠しており、メルクサイとステップサイは最下部のステファノリヌス属に分類される。
|  | ケブカサイ (Coelodonta antiquitatis)                                                                    |
|  | |
|  | \| \| Pliorhinus（英語版） \| \| \| \| \| \| ステファノリヌス属（英語版）（Stephanorhinus） \| \| \| \| |
|  | |
|  | Pliorhinus                                                                                              |
|  | |
|  | ステファノリヌス属（Stephanorhinus）                                                                    |
|  | |

|  | Pliorhinus                           |
|  |                                      |
|  | ステファノリヌス属（Stephanorhinus） |
|  |                                      |

|  | ケブカサイ (Coelodonta antiquitatis)                                                                    |
|  | |
|  | \| \| Pliorhinus（英語版） \| \| \| \| \| \| ステファノリヌス属（英語版）（Stephanorhinus） \| \| \| \| |
|  | |
|  | Pliorhinus                                                                                              |
|  | |
|  | ステファノリヌス属（Stephanorhinus）                                                                    |
|  | |

|  | Pliorhinus                           |
|  |                                      |
|  | ステファノリヌス属（Stephanorhinus） |
|  |                                      |

|  | ケブカサイ (Coelodonta antiquitatis)                                                                    |
|  | |
|  | \| \| Pliorhinus（英語版） \| \| \| \| \| \| ステファノリヌス属（英語版）（Stephanorhinus） \| \| \| \| |
|  | |
|  | Pliorhinus                                                                                              |
|  | |
|  | ステファノリヌス属（Stephanorhinus）                                                                    |
|  | |

|  | Pliorhinus                           |
|  |                                      |
|  | ステファノリヌス属（Stephanorhinus） |
|  |                                      |

|  | ケブカサイ (Coelodonta antiquitatis)                                                                    |
|  | |
|  | \| \| Pliorhinus（英語版） \| \| \| \| \| \| ステファノリヌス属（英語版）（Stephanorhinus） \| \| \| \| |
|  | |
|  | Pliorhinus                                                                                              |
|  | |
|  | ステファノリヌス属（Stephanorhinus）                                                                    |
|  | |

|  | Pliorhinus                           |
|  |                                      |
|  | ステファノリヌス属（Stephanorhinus） |
|  |                                      |

## 特徴
メルクサイは「北方系」であると同時に「南方系」の動物群の分布にも生息が可能である。頭部に2本の角を持ち、ステップサイや S. hundsheimensis を超えるステファノリヌス属でも最大級の種類だった。体長は3メートル前後、平均的な体重が1.8 - 1.9トン、大型の個体では体高1.82メートル、体重3トンに達したと考えられている。

## 分布

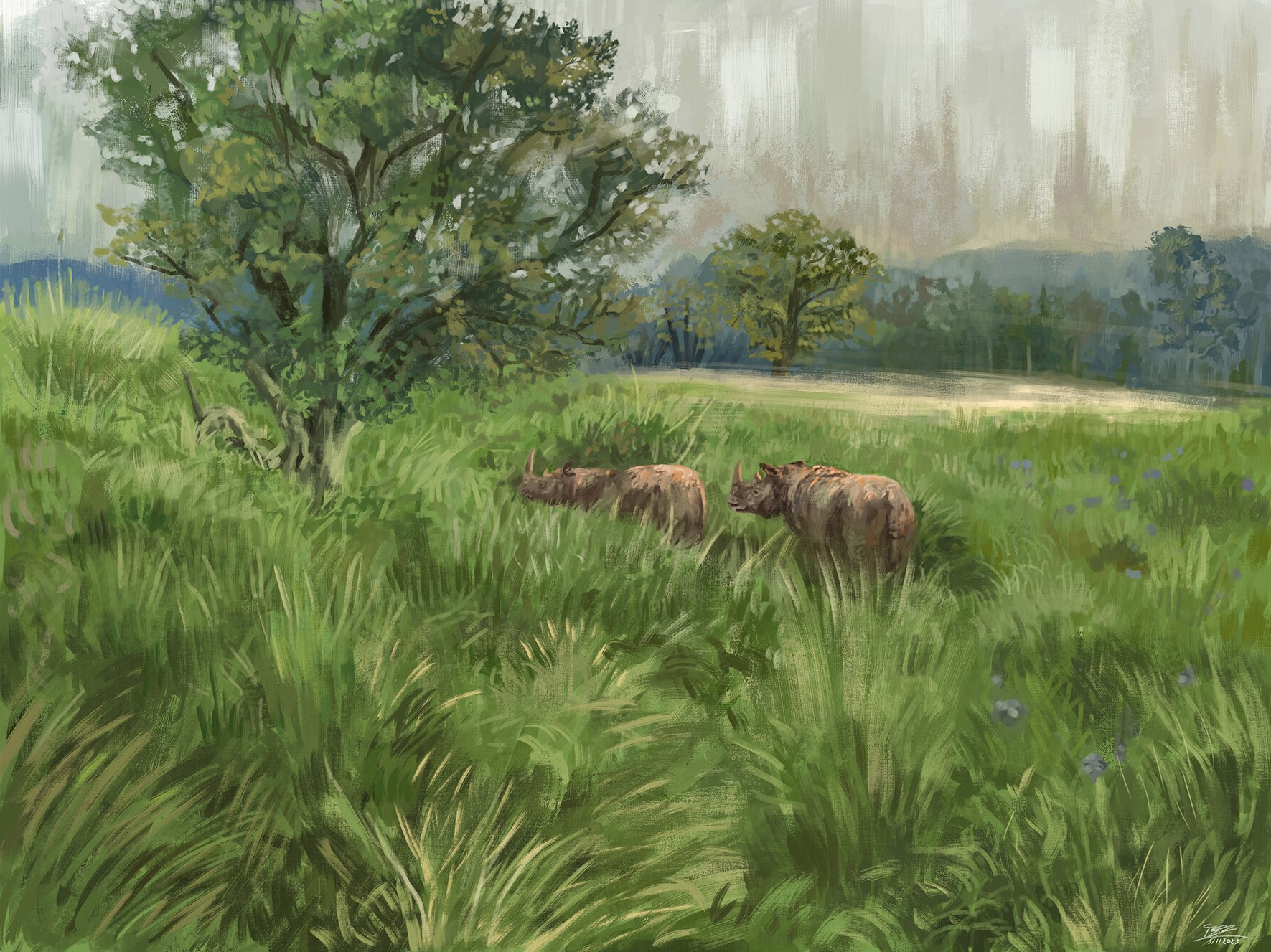
メルクサイの復元想像図。エーム間氷期（いわゆる最終間氷期）のヨーロッパを想定して描かれている。

メルクサイの起源はユーラシア大陸の北部にあると考えられ、ヨーロッパ、ロシア、シベリア、中国、朝鮮半島で確認されている。最古の記録は中国から得られており、同国では前期更新世から約2万年前の後期更新世までに分布が見られた。なお、中国での発見が揚子江より北に集中していることから「北方系（マンモス動物群）」とされることが多いが、同国南部の後期更新世の地層からも化石が産出している。
更新世のいずれかの時点で日本列島に渡来しており、中期更新世（チバニアン）には寒冷期における陸橋の形成に付随したおそらく2度の渡来時期が存在していたと考えられており、1度目は「南方系」のトウヨウゾウの渡来と同時期の約63万年前、2度目は「北方系）」のナウマンゾウと同時期の約43 万年前である。また、ヨーロッパでは互いに近縁なステップサイと共存していた可能性がある。なお、「北方系」ではあるが（本州との間にブラキストン線（津軽海峡）を挟んでいた）北海道には到達していなかったと思われる。
栃木県佐野市会沢町の葛生石灰岩地帯、千葉県市原市万田野の万田野層（約60万年前）、山口県美祢市伊佐の秋吉台、福岡県北九州市門司区恒見で化石が発見されている。また、瀬戸内海の備讃瀬戸から得られた標本も本種または同属の可能性がある。
一方で、鹿児島県姶良市から産出した更新世のサイ科の化石に関しては、以前は「Rhinoceros aff. sinensis」と記載されていたが、その後は厳密な分類が行われていない。また、「葛生動物群」も含めて日本列島にメルクサイ以外のステファノリヌス属が含まれている可能性や、ケブカサイが日本列島に分布していた可能性については情報不足のために詳細な仮説を立てるのが難しい状況にある。

## 絶滅

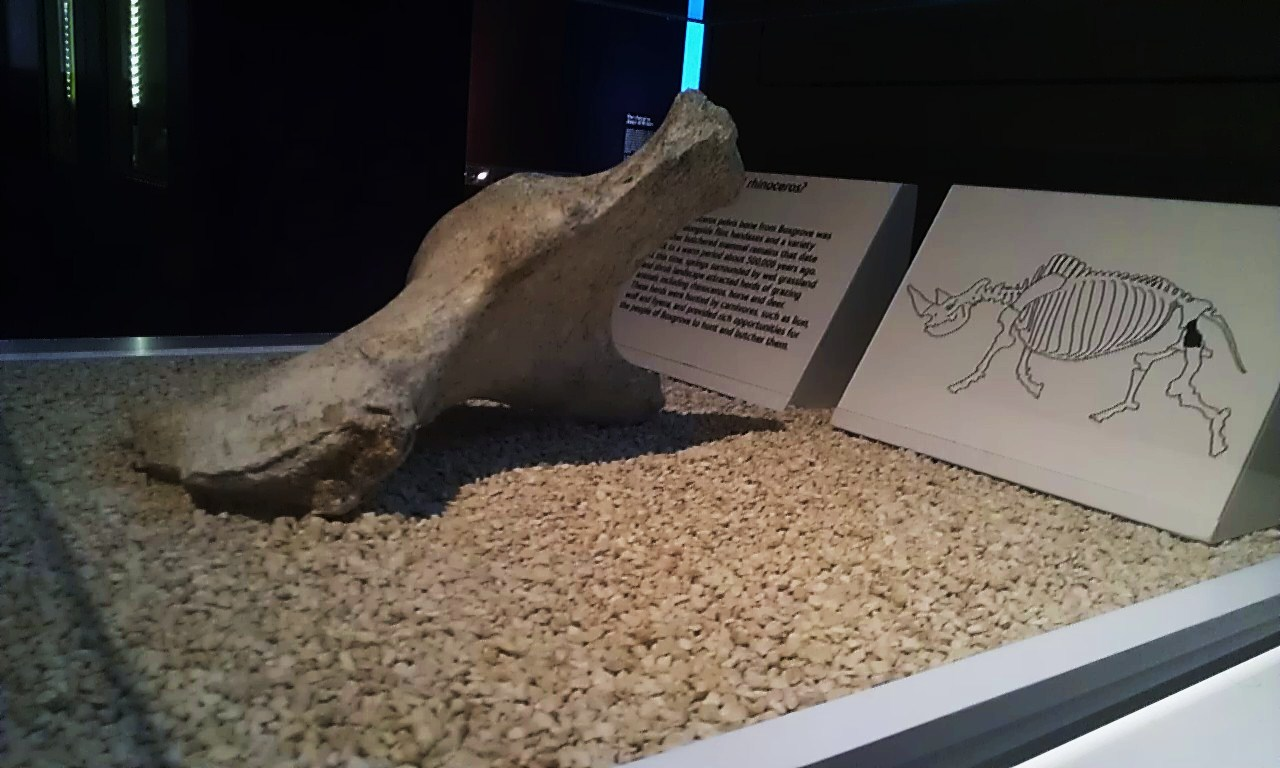
人類によって解体されたと思わしい同属の化石。イギリス（ウェスト・サセックス）のボックスグローヴの旧石器時代遺跡から産出している。

日本列島での生息は中期更新世（チバニアン）に限定されているが、ユーラシア大陸では約2万年前の後期更新世まで生存していたと判明しており、時期的には「第四紀の大量絶滅」に該当している。上記の通り、栃木県産の化石の年代は厳密には解明されておらず、将来的な発見次第では日本列島にも後期更新世まで生存していた可能性も否定できない。
人類の接触が絶滅の直接的または間接的な原因になったのかは不明であるが、少なくともユーラシア大陸側ではネアンデルタール人によって狩猟の対象とされていたことを示唆させる痕跡が多数発見されている。狩猟の痕跡として最も古いのは中期更新世（チバニアン）時代のイタリア半島の記録であり、年代は約42万5千年前から約37万5千年前に該当する。また、ブリテン諸島の南部やイベリア半島（フランスの南東部）ではメルクサイとステップサイが同じ地域で狩猟されていたと思わしい痕跡が多数発見されている。

## 関連画像

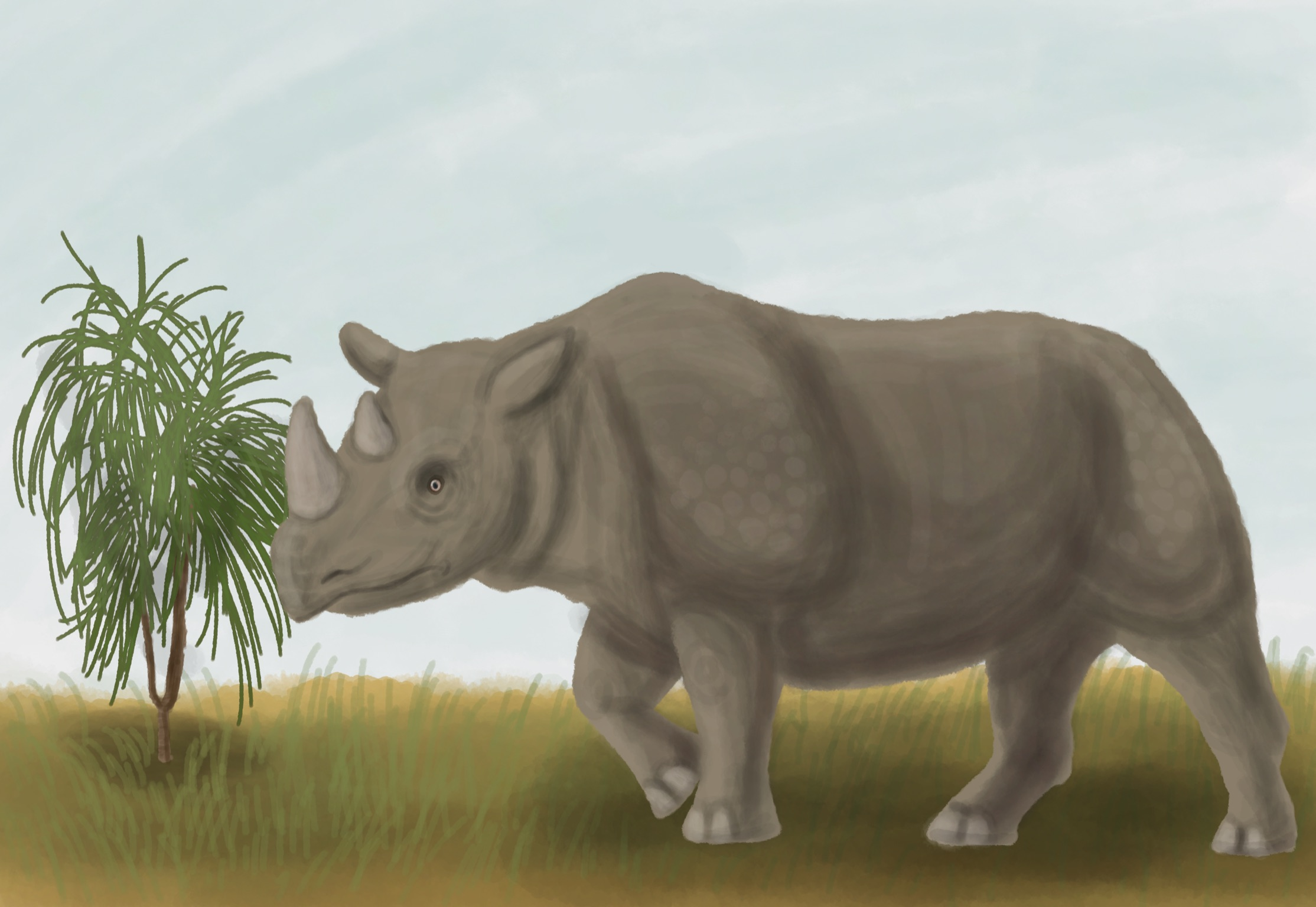
メルクサイの生体復元想像図。
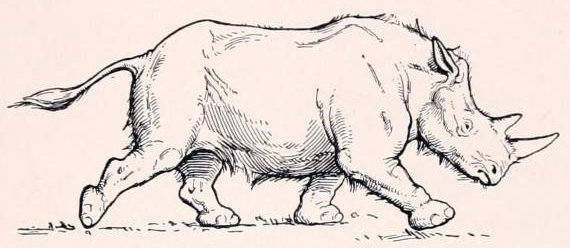
メルクサイの想像図。
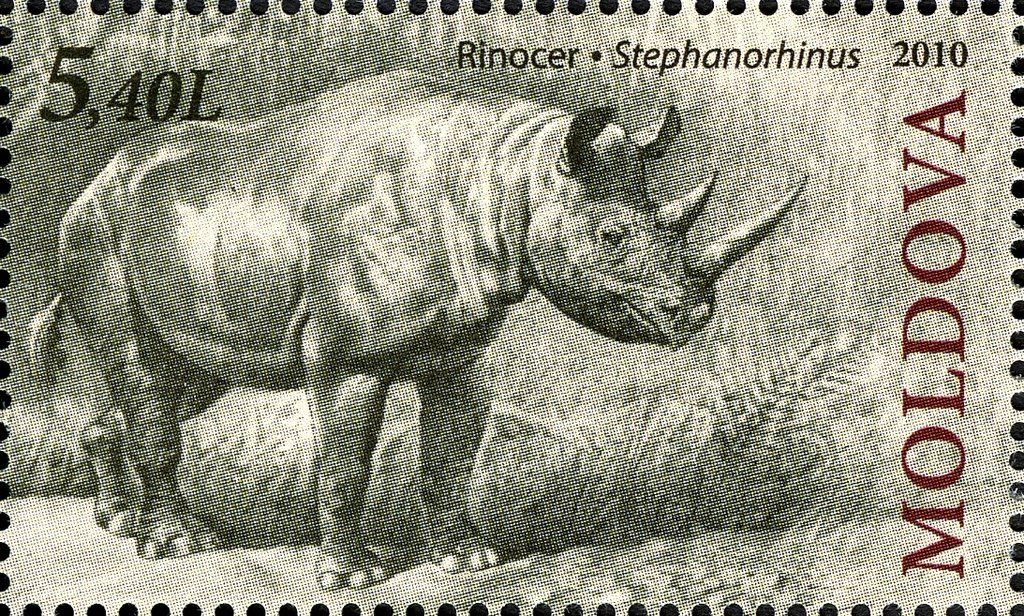
モルドバの切手に印刷されたメルクサイ。
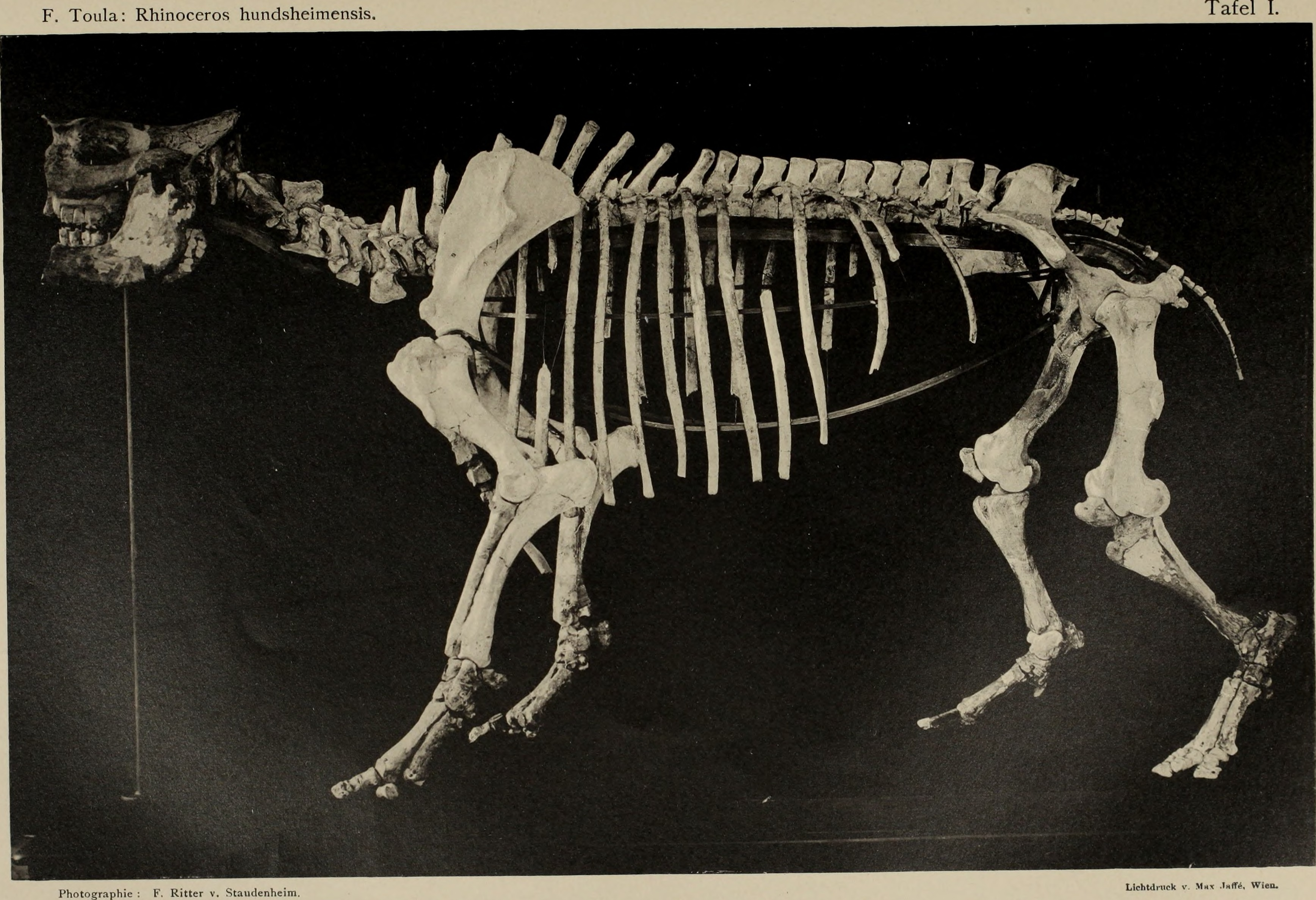
メルクサイとステップサイの共通の祖先と思われる S. hundsheimensis[13] の骨格標本。